# Darya
Darya is een Russische voornaam. In Nederland wordt de naam gegeven aan meisjes en aan jongens. De naam betekent "goede weelde". In Nederland mag de naam als zeldzaam beschouwd worden.

## Personen die de naam Darya dragen
- Darya Domracheva
- Darya Gantura
- Darija Koestova